# Calendari hindú

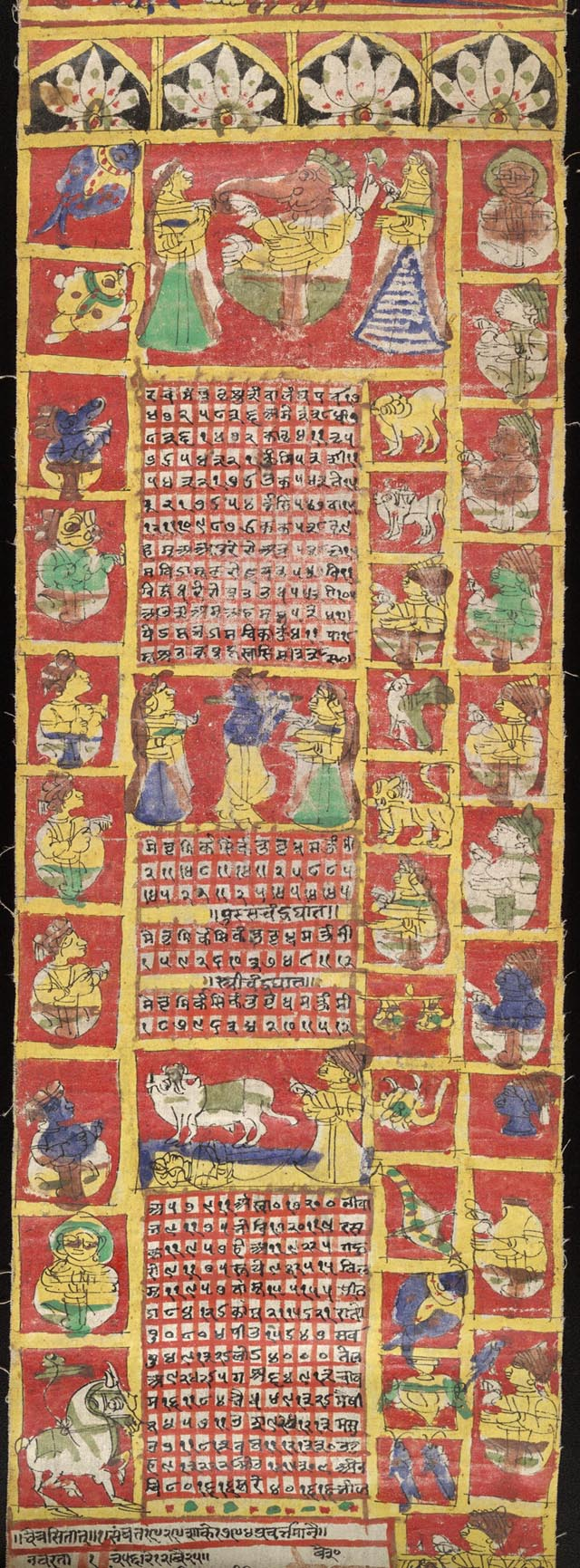
Una pàgina del calendari hindú, 1871-72.

El calendari hindú utilitzat des de temps antics, ha experimentat nombrosos canvis en el procés de regionalització, i actualment hi ha diversos calendaris regionals hindús com també un calendari nacional hindú.
La majoria d'aquests calendaris s'han heretat d'un sistema que es va articular primer en el Vedanga Jyotisha de Lagadha, adjuntat, ja abans de l'era cristiana, als Vedas, estandarditzat en el Surya Siddhanta i posteriorment reformat, al llarg d'uns mil anys, per astrònoms com Aryabhata, Varahamihira i Bhaskara I. Hi ha diferències i variacions regionals respecte als còmputs dins del que és un calendari lunisolar.

## Dia
En el calendari hindú el dia comença amb la sortida del sol i té 5 "propietats" anomenades "angas":
1. tithi (una de les 30 divisions d'un mes sinòdic), actiu a sol eixent
2. vaasara o cap de setmana
3. nakshatra (una de les 27 divisions de l'eclíptica del firmament) en la qual la lluna radica a sol eixent.
4. yoga (una de les 27 divisions basades en la longitud de l'eclíptica del sol i la lluna) activa a sol eixent
5. karana (divisions basades en tithis) activa a sol eixent.

Junts s'anomenen panchāngas on pancha significa "cinc" en sànscrit.

### Vaasara
Vaasara es refereix als dies de la setmana i té similaritats amb els noms en diverses llengües i cultures:
| No. | Nom sànscrit del dia de la setmana              | Nom català del dia de la setmana | Objecte del firmament       |
| --- | ----------------------------------------------- | -------------------------------- | --------------------------- |
| 1   | Ravi vāsara रविवासरः                               | Diumenge                         | Ravi = Sol                  |
| 2   | Soma vāsara सोमवासरः                               | Dilluns                          | Soma = Lluna                |
| 3   | Mangala vāsara मंगलवासरः                           | Dimarts                          | Mangala = Mart              |
| 4   | Budha vāsara बुधवासरः                              | Dimecres                         | Budha = Mercuri             |
| 5   | Guru vāsara गुरुवासरः or Bruhaspati vāsara बृहस्पतिवासरः | Dijous                           | Guru (Brihaspati) = Júpiter |
| 6   | Shukra vāsara शुक्रवासरः                            | Divendres                        | Shukra = Venus              |
| 7   | Shani vāsara शनिवासरः                              | Dissabte                         | Shani = Saturn              |

El terme -vaasara sovint s'abreuja com vaara o vaar en els idionmes derivats del sànscrit. Hi ha moltes variacions regionals d'aquests noms.

### Nakshatra
L'eclíptica es divideix en 27 nakshatras, que s'anomenen cases lunars o asterismes.
La computació Nakshatra sembla ja ser ben coneguda en el temps dels Rig Veda.
L'eclíptica està dividida en nakshatras començant a l'est d'un punt de referència de l'estrella Spica anomenada Chitrā en sànscrit.
A sota es donen les nakshatras amb les seves regions corresponents segons Basham.
| Ashvinī           | β i γ Arietis                         |
| Bharanī           | 35, 39, i 41 Arietis                  |
| Krittikā          | Pleiades                              |
| Rohinī            | Aldebaran                             |
| Mrigashīrsha      | λ, φ Orionis                          |
| Ārdrā             | Betelgeuse                            |
| Punarvasu         | Castor i Pollux                       |
| Pushya            | γ, δ i θ Cancri                       |
| Āshleshā          | δ, γ, ε, η, ρ, i σ Hydrae             |
| Maghā             | Regulus                               |
| Pūrva Phalgunī    | δ i θ Leonis                          |
| Uttara Phalgunī   | Denebola                              |
| Hasta             | α fins ε Corvi                        |
| Chitrā            | Spica                                 |
| Svātī             | Arcturus                              |
| Vishākhā          | α, β, γ i ι Librae                    |
| Anurādhā          | β, δ i π Scorpionis                   |
| Jyeshtha          | α, σ,i τ Scorpionis                   |
| Mūla              | ε, ζ, η, θ, ι, κ, λ, μ i ν Scorpionis |
| Pūrva Ashādhā     | δ id ε Sagittarii                     |
| Uttara Ashādhā    | ζ i σ Sagittarii                      |
| Shravana          | α, β i γ Aquilae                      |
| Dhanishthā        | α fins δ Delphinus                    |
| Shatabhishaj      | γ Aquarii                             |
| Pūrva Bhādrapada  | α i β Pegasi                          |
| Uttara Bhādrapada | γ Pegasi i α Andromedae               |
| Revatī            | ζ Piscium                             |

### Yoga
Es pren l'eclíptica començant a Mesha o Aries. Las parts del yogas s'anomenen:
1. Vishkumbha
2. Prīti
3. Āyushmān
4. Saubhāgya
5. Shobhana
6. Atiganda
7. Sukarman
8. Dhriti
9. Shūla
10. Ganda
11. Vriddhi
12. Dhruva
13. Vyāghāta
14. Harshana
15. Vajra
16. Siddhi
17. Vyatīpāta
18. Varigha
19. Parigha
20. Shiva
21. Siddha
22. Sādhya
23. Shubha
24. Shukla
25. Brāhma
26. Māhendra
27. Vaidhriti

### Karana
Un karana és la meitat d'un tithi. Les quatre karanas fixades són:
1. Kimstughna
2. Shakuni
3. Chatushpād
4. Nāgava

Les set karanas no fixades són:
1. Bava
2. Bālava
3. Kaulava
4. Taitula
5. Garajā
6. Vanijā
7. Vishti (Bhadrā)

| (Rashi) Saur Maas (mesos solars) | Ritu (estació)             | Mesos gregorians | Zodíac      |
| -------------------------------- | -------------------------- | ---------------- | ----------- |
| Mesh                             | Vasant (primavera)         | Març/abril       | Aries       |
| Vrishabh                         | Vasant (primavera)         | Abril/maig       | Taurus      |
| Mithun                           | Grishma (estiu)            | Maig/juny        | Gemini      |
| Karkat                           | Grishma (estiu)            | Juny/juliol      | Cancer      |
| Simha                            | Varsha (monsó)             | Juliol /agost    | Leo         |
| Kanya                            | Varsha (monsó)             | Agost/setembre   | Virgo       |
| Tula                             | Sharad (tardor)            | Setembre/octubre | Libra       |
| Vrishchik                        | Sharad (tardor)            | Oct/nov          | Scorpius    |
| Dhanu                            | Hemant (tardor-hivern)     | Nov/des.         | Sagittarius |
| Makar                            | Hemant (tardor-hivern)     | Des/gener        | Capricornus |
| Kumbha                           | Shishir (hivern-primavera) | Gener/febrer     | Aquarius    |
| Meen                             | Shishir (hivern-primavera) | Febrer/març      | Pisces      |

## Mesos del calendari lunisolar
Quan hi ha Lluna nova després de l'eixida del sol en un dia, es diu que el dia és el primer dia d'un mes lunar i, per tant, és evident que el final d'un mes lunar coincidirà amb un nou mes. Un mes lunar té de 29 a 30 dies d'acord amb el moviment de la Lluna.

### Noms del mesos lunars
Hi ha dotze mesos lunars:
1. Chaitra
2. Vaishākh
3. Jyaishtha
4. Āshādha
5. Shrāvana
6. Bhaadra o, Bhādrapad
7. Āshwin
8. Kārtik
9. Agrahayana o, Mārgashīrsha
10. Paush
11. Māgh
12. Phālgun

Els mesos lunars es divideixen en dos pakshas de 15 dies.
Hi ha també mesos de traspàs (extres, adhik)

## Dia d'any nou en el calendari hindú
El dia d'any nou en el calendari lunisolar és el primer dia del shukla paksha de Chaitra.

## Numeració dels anys
L'any zero, tant solar com lunisolar, d'aquest calendari és el 23 de gener del 3102 aC.BCE (del calendari gregorià)
Per exemple a la data de 18 de maig del 2005 havien passat 5106 anys del calendari hindú.
A part del sistema de numeració anterior hi ha cicles de 60 anys anomenats Samvatsaras, que comencen l'any zero:
| 1. Prabhava 2. Vibhava 3. Shukla 4. Pramoda 5. Prajāpati 6. Āngirasa 7. Shrīmukha 8. Bhāva 9. Yuva 10. Dhātri 11. Īshvara 12. Bahudhānya 13. Pramādhi 14. Vikrama 15. Vrisha 16. Chitrabhānu 17. Svabhānu 18. Tārana 19. Pārthiva 20. Vyaya (2006-2007) | 21. Sarvajeeth (2007-2008) 22. Sarvadhāri (2008-2009) 23. Virodhi (2009-2010) 24. Vikrita 25. Khara 26. Nandana 27. Vijaya 28. Jaya 29. Manmadha 30. Durmukhi 31. Hevilambi 32. Vilambi 33. Vikāri 34. Shārvari 35. Plava 36. Shubhakruti 37. Sobhakruthi 38. Krodhi 39. Vishvāvasu 40. Parābhava | 41. Plavanga 42. Kīlaka 43. Saumya 44. Sādhārana 45. Virodhikruthi 46. Paridhāvi 47. Pramādicha 48. Ānanda 49. Rākshasa 50. Anala 51. Pingala 52. Kālayukthi 53. Siddhārthi 54. Raudra 55. Durmathi 56. Dundubhi 57. Rudhirodgāri 58. Raktākshi 59. Krodhana 60. Akshaya |

## Eres
L'hinduisme parla de quatre eres còsmiques o Yuga:
1. Krita Yuga o Satya Yuga
2. Treta Yuga
3. Dvapara Yuga
4. Kali Yuga

Normalment es tradueixen com les eres d'or, d'argent, de bronze i de ferro.